# Andrij Tisjtjenko
Andrij Tisjtjenko, född den 3 april 1960 i Kiev i Ukrainska SSR, Sovjetunionen, är en sovjetisk roddare.
Han tog OS-brons i åtta med styrman i samband med de olympiska roddtävlingarna 1980 i Moskva.